# Muhammad ibn Zakariya al-Razi
Abū Bakr Muhammad ibn Zakariyyā al-Rāzī (ابوبكر محمّد زکرياى رازى Abūbakr Mohammad-e Zakariyyā-ye Rāzī, tên Latinh hóa Rhazes or Rasis) (854 CN– 925 CN), là nhà bác học, bác sĩ, giả kim, triết gia và là nhân vật quan trọng trong lịch sử y học người Ba Tư.